# Einars Semanis
Einars Semanis (ur. 9 listopada 1957 w Alūksne) – łotewski politolog i dyplomata, były wiceminister spraw zagranicznych, ambasador w Chinach (1999–2004), Finlandii (2005–2009), Polsce (2009–2013), Litwie (2015–2019) i na Białorusi (2019–2024). 

## Życiorys
Ukończył studia w Instytucie Filozofii Łotewskiego Uniwersytetu Państwowego (1975–1980), po czym podjął studia aspiranckie na Uniwersytecie Moskiewskim. W 1985 obronił pracę kandydacką poświęconą amerykańskiej współczesnej filozofii analitycznej historii. W latach 1990–1992 studiował w Instytucie Nauk Politycznych Wydziału Nauk Społecznych Uniwersytetu w Oslo, gdzie uzyskał stopień magistra nauk politycznych. W 1999 ukończył studia sinologiczne w Instytucie Studiów Wschodnich Wydziału Neofilologii Uniwersytetu Łotewskiego.
Do 1993 pracował jako naukowiec na Uniwersytecie Łotewskim (w latach 1987–1993 był dyrektorem Instytutu Nauk Politycznych). W 1993 podjął pracę w Ministerstwie Spraw Zagranicznych Łotwy jako szef departamentu ds. Ameryki i Australii (do 1994). W 1994 przez krótki okres pełnił obowiązki podsekretarza stanu w MSZ odpowiedzialnego za kontakty z krajami Europy Zachodniej. Od 1994 do 1995 był dyrektorem II Departamentu Politycznego MSZ. W listopadzie 1995 objął funkcję wiceszefa misji dyplomatycznej jako radca ds. politycznych w Ambasadzie Łotwy w USA (do 1999). W 1999 był radcą w Ambasadzie Łotwy w ChRL, a w latach 1999–2004 ambasadorem nadzwyczajnym i pełnomocnym w Chinach. W 2004 ponownie objął obowiązki podsekretarza stanu (tym razem ds. Unii Europejskiej).
25 sierpnia 2005 złożył listy uwierzytelniające prezydent Finlandii jako nowy ambasador w Helsinkach. Urząd pełnił do sierpnia 2009, został wtedy odznaczony Orderem Białej Róży. W 2009 został mianowany nowym ambasadorem Łotwy w Polsce. Rozpoczął również misję dyplomatyczną jako ambasador nadzwyczajny i pełnomocny przy Stolicy Apostolskiej (2009–2015). Na wiosnę 2010 uzyskał akredytację w Bułgarii i Rumunii. Misję ambasadorską w Polsce pełnił do 2013. 
W 2015 objął funkcję ambasadora Łotwy na Litwie, misję sprawował do 2019. 
W 2019 został ambasadorem Łotwy na Białorusi. Po protestach w kraju związanych ze sfałszowanymi wyborami prezydenckimi i zaostrzeniem się stosunków Unii Europejskiej z Białorusią odwołany czasowo do kraju na konsultacje. Ostatecznie pozostał na Białorusi do 2021, po czym wrócił na Łotwę. Spotykał się z przedstawicielami białoruskiej opozycji. Misję na Białorusi zakończył w 2024. 
Żonaty, ma dwie córki. W 2012 został odznaczony Krzyżem Komandorskim Orderu Zasługi Rzeczypospolitej Polskiej.